# Göteborgs hospitalsförsamling
Göteborgs hospitalsförsamling var en församling i Göteborgs stift i nuvarande Göteborgs kommun. Församlingen upphörde 1 maj 1883 och församlingsmedlemmarna blev då kyrkskrivna i Gamlestadens territoriella församling.

## Administrativ historik
Församlingen bildades i anslutning till att Nya Lödöses invånare lämnat och efter att Göteborgs hospital omdanades från  hospitalet i Nya Lödöse som ingått i Nya Lödöse församling. Samtidigt inköptes och flyttades hit tyska församlingens träkyrka och blev gudstjänstlokal inte bara för hospitalsmedlemmarna, utan även för den kringliggande landsbygdens befolkning. Invigningen förrättades år 1627. 
Från 1619 till 1712 ingick församlingen i ett pastorat med Göteborgs Gustavi församling som moderförsamling. Från 1712 till 1 maj 1883 var församlingen annexförsamling i pastoratet Örgryte och Göteborgs hospitalsförsamling som även omfattade Mariebergs församling mellan 1786 och 1820 och Amiralitetsförsamlingen/Karl Johans församling från 1805.